# Zone de saut

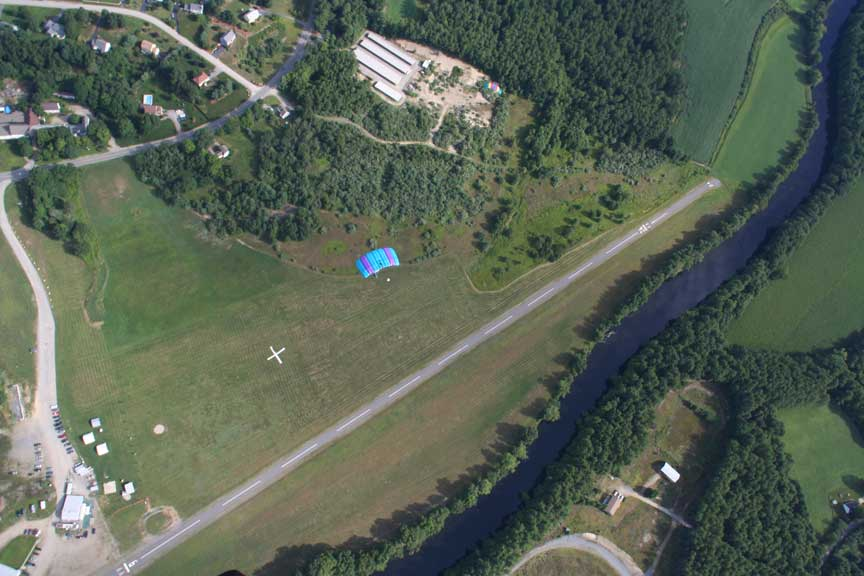
Zone de saut à Pepperell (Massachusetts), vue depuis le ciel.

Une zone de saut, également appelée drop zone (DZ), est un lieu destiné à l’atterrissage de parachutistes ou de matériel parachuté. Elle désigne tout l'espace aérien situé entre l'avion et le lieu de l'atterrissage, éventuellement en diagonal suivant le vent. 
La plupart du temps, cette zone est fixe et est utilisée en loisir, mais elle peut être constituée de façon provisoire pour un saut unique.

## Préparation du vol
Dans le cas d'un saut en parachute de routine, un premier vol dans la journée lache un "drifter", une dérive composée d'un ruban de 5m de long et d'une tige de fer qui descend approximativement à la même vitesse qu'un parachutiste. En suivant la trajectoire de l'objet, le groupe de contrôle opérationnel peut donner les instructions de correction de trajectoire au pilote.
En vol à voile, ce réglage n'est pas nécessaire, car la zone de largage peut se situer jusqu'à 50 km de la zone d'atterrissage.

## Saut
Dans la carlingue de l'avion, les parachutistes reçoivent l'information que la drop zone est en vue par un signal lumineux, puis qu'il est temps de sauter par un coup de klaxon. Ils sont accompagnés par l'opérateur de largage qui donne la cadence et s'assure que les conditions sont toujours conformes jusqu'au dernier parachutiste. Les parachutistes sautant en groupe les uns à la suite des autres, le premier atteint le début de la drop zone et le dernier doit également atterrir dans l'espace dédié.
Le matériel parachuté est fixé sur des palettes, et sont poussées sur des rails dans la carlingue vers la sortie. Pour les largages à basse altitude, il peut s'agir de parachutes de freinage.

## Format de la zone
Les parachutistes professionnels peuvent atterrir dans une zone de saut de 10m par 10m, avec l'aide de parachutes orientables. Cependant la zone de saut recommandée est de 50m par 50m. Dans le cas d'un saut de groupe, la zone est un long rectangle de plusieurs centaines de mètre dans le sens de l'avancée de l'avion, chaque parachutiste ayant sa drop zone un peu décalée par rapport à celle de celui qui a sauté juste avant.
La zone est dégagée de tout obstacle, arbre, poteau, barbelé, étendu d'eau, construction... Le sol est choisi plat et meuble, idéalement de l'herbe, et non rocailleux ou bitumé. La déclinivité de la zone est recommandée inférieure à 15%.
La solution la plus simple pour définir et entretenir une drop zone est de la situer le long d'une piste d'atterrissage.